# Ванн (футбольний клуб)
«Ванн» (фр. Vannes OC) — французький футбольний клуб з однойменного міста, заснований 1998 року. Приймає своїх суперників на «Стад де ла Рабін», що вміщує 9 500 глядачів.

## Історія
Клуб був заснований в 1998 році в результаті злиття місцевих клубів Véloce vannetais, створеного у 1911 році, та FC Vannes, відомого до 1991 року як UCK Vannes, створеного у 1946 році. Обидві команди грали у третьому дивізіоні Франції у 1980-ті роки, тому між командами було принципове дербі, втім потім обидва клуби зазнали фінансових труднощів протягом наступного десятиліття і для збереження футболу у місті їм довелося об'єднатись.
У 2005 році «Ванн» досяг першого успіху, вигравши аматорський чемпіонат Франції (4-ий дивізіон Франції) і підвищимвшись у класі. У 2007 році клуб вийшов у чвертьфінал Кубка Франції, де зазнав поразки від «Марселя» (0:5). У 2008 році клуб виграв третій дивізіон і вперше в історії вийшов до Ліги 2, отримавши професіональний статус. А вже у наступному 2009 році команда досягла свого найвищого результату в історії, зігравши у фіналі Кубка французької ліги, розгромно поступившись «Бордо» з рахунком 0:4.
У сезоні 2010/11 клуб вилетів назад до третього дивізіону після 18-го місця в Лізі 2. Незважаючи на виліт на найвищий аматорський рівень, «Ванн» згідно із правилами ще 2 роки залишався професіональним клубом, що спрощувало можливість повернення до Ліги 2. Втім, зайнявши 4 і 10 місця відповідно, команда у 2013 році втратила професіональний статус.
У 2014 році клуб було оголошено банкрутом і він був переведений у чемпіонат Бретані, сьомий за рівнем дивізіон країни. Втім команда швидко почала повертати свої позиції і за чотири сезони тричі підвищувалась у класі, вийшовши 2018 року до Національного дивізіону 2, четвертого за рівнем дивізіону країни.

## Досягнення
Кубок французької ліги
- Фіналіст: 2009

## Відомі гравці
- Мустафа Агніде
- Фабріс До Марколіно
- Валері Мезаге
- Жерар Ньянуан
- Франк Джа Джедже
- Бенуа Костіль